# HQ-7

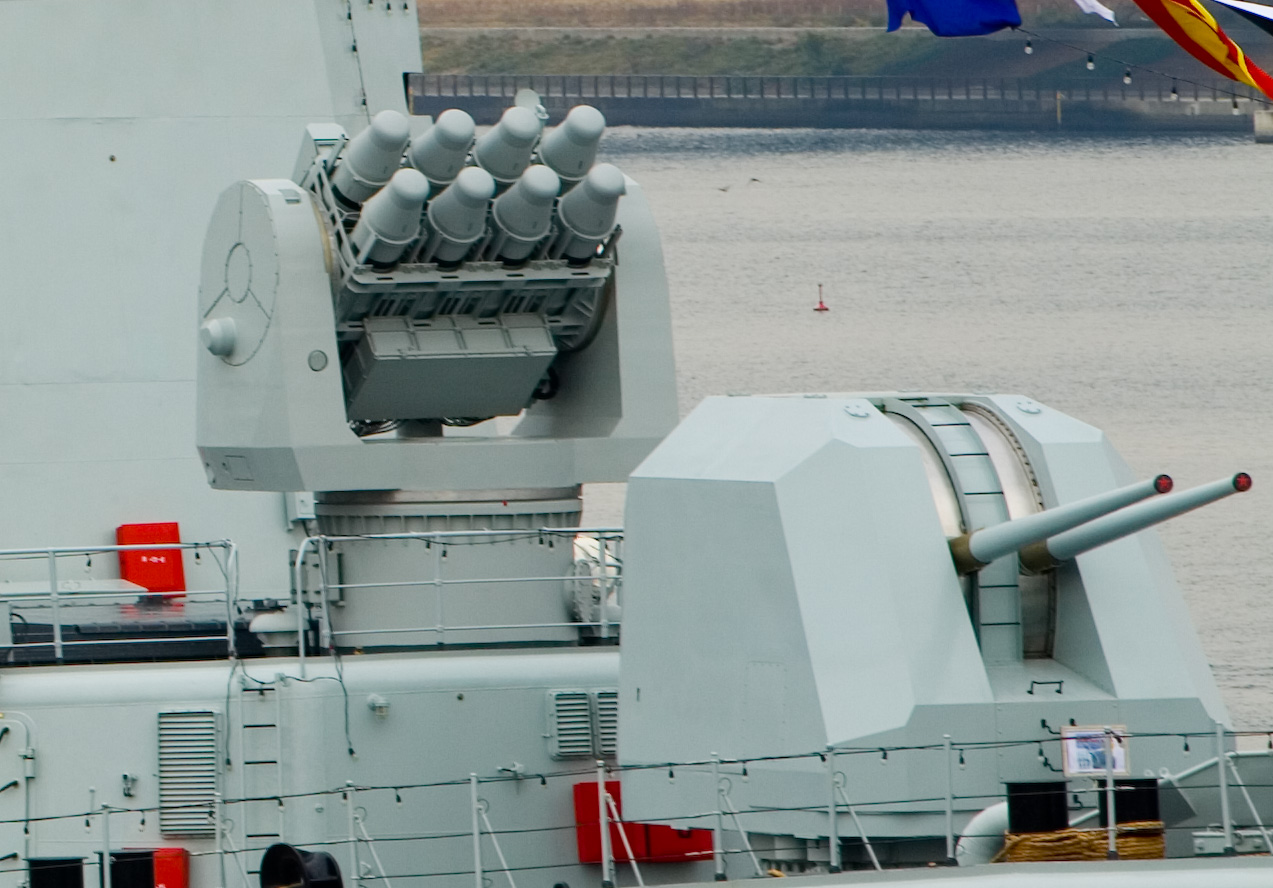
Osminásobné odpalovací zařízení střel HQ-7 na torpédoborci Šen-čen (167)

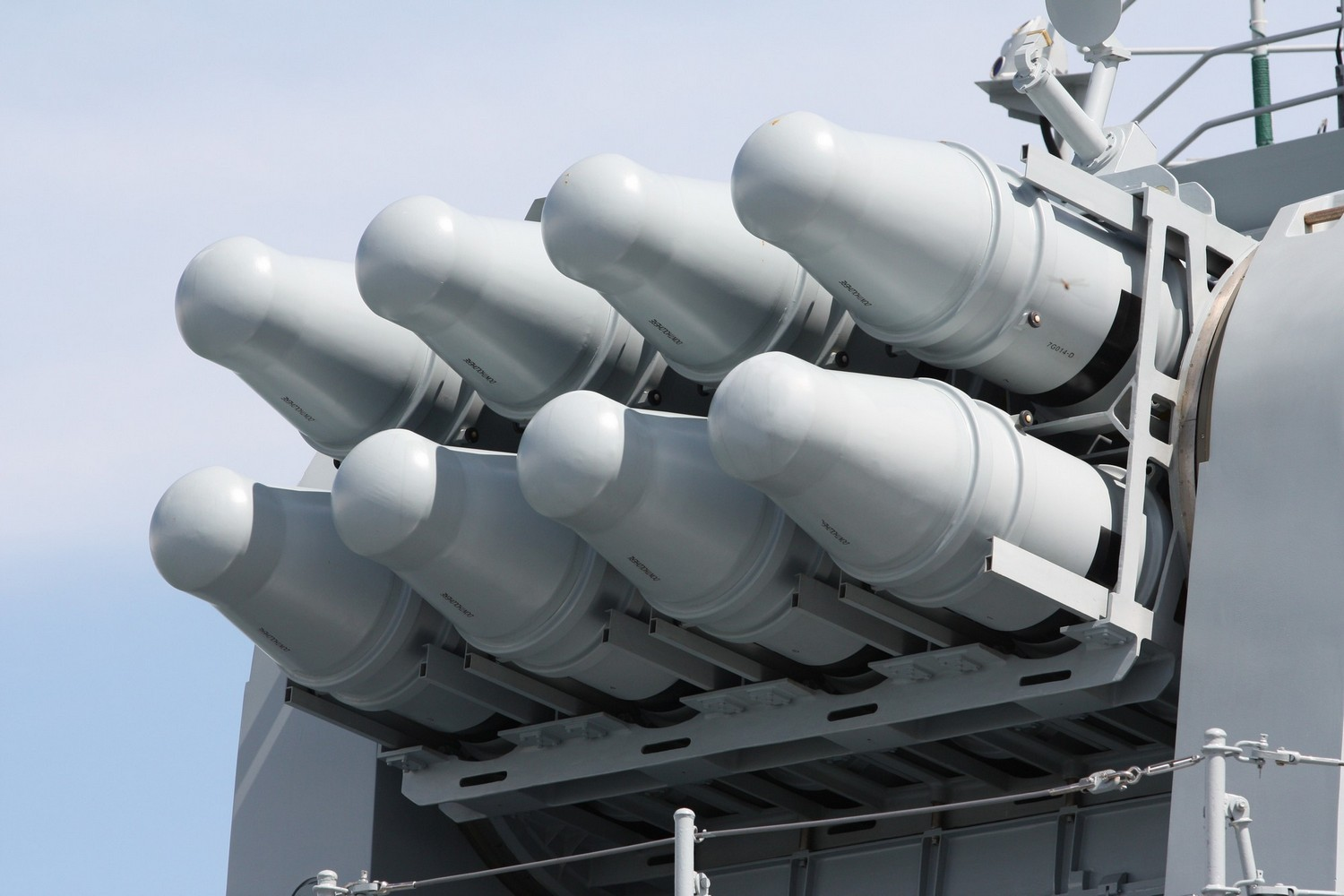
Detail střel FM-90 pod ochranným krytem

HongQi 7 (HQ-7) v české transkripci Chung-Čchi 7 je čínský protiletadlový systém krátkého dosahu, sloužící k bodové obraně za každého počasí. Jedná se o bezlicenční kopii francouzské střely Crotale. Systém je vyráběn v námořní i v pozemní verzi. Jeho exportní varianta nese označení Fej-Meng 80 (FM-80), modernizovaná varianta, produkovaná od roku 1998, je označena FM-90.

## Vývoj
Vývoj systému HQ-7 začal v roce 1979 na základě francouzského systému Crotale se střelou R-440, který Čína získala v několika kusech na sklonku 70. let. První zkušební odpal střely proběhl v roce 1985 a do roku 1988 roku probíhala certifikace. Střela byla do výzbroje zařazena na konci 80. let. Exportní verze FM-80 byla poprvé představena v roce 1989 v Dubaji. Modernizovaná verze FM-90 má nový palubní počítač, nový radar, větší rychlost a dosah až 15 km oproti 12 km u starší verze.

## Použití
Pozemní verzi systému používá čínská armáda i letectvo. Od počátku 90. let se systém HQ-7 stal základním protiletadlovým systémem řady čínských válečných lodí. Námořní verzí systému jsou vybaveny torpédoborce typu 052, typu 051B a fregaty typu 053H3 a typu 054. Vždy je systém instalován v podobě osminásobného vypouštěcího zařízení za příďovou dělovou věží. K navádění je přitom používána bezlicenční čínská kopie radaru Thomson-CSF TSR 3004 Sea Tiger, označená jako radar typu 360S. Systém lodím zajišťuje základní vlastní obranu, nemohou však chránit jiné lodě, ani ničit vzdušné cíle za horizontem. Zranitelnost čínských lodí útoky ze vzduchu napravuje až použití jiných systémů s větším dosahem (HQ-9, HQ-16, SA-N-7, SA-N-12).

## Hlavní technické údaje varianty FM-90[1]
- Hmotnost: 84,5 kg
- Délka: 3 m
- Průměr 0,156 m
- Rozpětí 0,55 m
- Rychlost: 2,3 M
- Operační dolet: 700–15 000 m
- Operační výška: 15–6000 m